# Josep Lluís Gómez Mompart
Josep Lluís Gómez Mompart és un periodista i professor universitari català, catedràtic de Periodisme a la Universitat de València. És un dels redactors de l'Informe dels experts acadèmics en comunicació per a la Corporació Valenciana de Mitjans de Comunicació, per encàrrec de les Corts Valencianes, a partir del qual es va elaborar la llei de creació dels nous mitjans audiovisuals de servei públic (À Punt Mèdia), i membre fundador i col·laborador permanent de la MESAV (Mesa del Sector Audiovisual Valencià).